# العلاقات الأوزبكستانية الإسواتينية
العلاقات الأوزبكستانية الإسواتينية هي العلاقات الثنائية التي تجمع بين أوزبكستان وإسواتيني.

## مقارنة بين البلدين
هذه مقارنة عامة ومرجعية للدولتين:
| وجه المقارنة                                              | أوزبكستان       | إسواتيني                                   |
| --------------------------------------------------------- | --------------- | ------------------------------------------ |
| المساحة (كم2)                                             | 448.98 ألف      | 17.36 ألف                                  |
| عدد السكان (نسمة)                                         | 32.39 مليون     | 1.37 مليون                                 |
| الكثافة السكانية (ن./كم²)                                 | 72.14           | 78.92                                      |
| العاصمة                                                   | طشقند           | لوبامبا، مبابان                            |
| اللغة الرسمية                                             | اللغة الأوزبكية | لغة إنجليزية، لغة سوازي                    |
| العملة                                                    | سوم أوزبكستاني  | ليلانغيني سوازيلندي                        |
| الناتج المحلي الإجمالي (بليون دولار)                      | 48.72 مليار     | 4.41 مليار                                 |
| الناتج المحلي الإجمالي (تعادل القوة الشرائية) بليون دولار | 190.50 مليار    | 11.13 مليار                                |
| الناتج المحلي الإجمالي الاسمي للفرد دولار أمريكي          | 2.13 ألف        | 3.20 ألف                                   |
| الناتج المحلي الإجمالي للفرد دولار أمريكي                 | 5.57 ألف        | 8.29 ألف                                   |
| مؤشر التنمية البشرية                                      | 0.675           | 0.531                                      |
| رمز المكالمات الدولي                                      | +998            | +268                                       |
| رمز الإنترنت                                              | .uz             | .sz                                        |
| المنطقة الزمنية                                           | ت ع م+05:00     | التوقيت القياسي لجنوب أفريقيا، ت ع م+02:00 |

## منظمات دولية مشتركة
يشترك البلدان في عضوية مجموعة من المنظمات الدولية، منها:
| علم المنظمة | اسم المنظمة                               | تاريخ انضمام أوزبكستان | تاريخ انضمام إسواتيني |
| ----------- | ----------------------------------------- | ---------------------- | --------------------- |
|             | مؤسسة التنمية الدولية                     | 24 سبتمبر 1992         | 22 سبتمبر 1969        |
|             | يونسكو                                    | 26 أكتوبر 1993         | 25 يناير 1978         |
|             | وكالة ضمان الاستثمار متعدد الأطراف        | 4 نوفمبر 1993          | 18 أبريل 1990         |
|             | الأمم المتحدة                             | 2 مارس 1992            | 24 سبتمبر 1968        |
|             | الاتحاد البريدي العالمي                   | ?                      | ?                     |
|             | البنك الدولي للإنشاء والتعمير             | 21 سبتمبر 1992         | 22 سبتمبر 1969        |
|             | الاتحاد الدولي للاتصالات                  | 10 يوليو 1992          | 11 نوفمبر 1970        |
|             | منظمة حظر الأسلحة الكيميائية              | ?                      | ?                     |
|             | مؤسسة التمويل الدولية                     | 30 سبتمبر 1993         | 22 سبتمبر 1969        |
|             | المركز الدولي لتسوية المنازعات الاستشارية | 25 أغسطس 1995          | 14 يوليو 1971         |
|             | منظمة الشرطة الجنائية الدولية             | ?                      | ?                     |

## وصلات خارجية
- موقع وزارة الخارجية الأوزبكستانية